# Neoaliturus transversalis
Neoaliturus transversalis är en insektsart som beskrevs av Puton 1881. Neoaliturus transversalis ingår i släktet Neoaliturus och familjen dvärgstritar. Inga underarter finns listade i Catalogue of Life.